# Acanthoplesiops
Acanthoplesiops is een geslacht van straalvinnige vissen uit de familie van rifwachters of rondkoppen (Plesiopidae). Het geslacht is voor het eerst wetenschappelijk beschreven in 1912 door Regan.

## Soorten
- Acanthoplesiops cappuccino (Gill, Bogorodsky & Mal, 2013)
- Acanthoplesiops echinatus (Smith-Vaniz & Johnson, 1990)
- Acanthoplesiops hiatti (Schultz, 1953)
- Acanthoplesiops indicus (Day, 1888)
- Acanthoplesiops jessicae (Allen, Erdmann & Brooks, 2020)
- Acanthoplesiops naka (Mooi & Gill, 2004)
- Acanthoplesiops psilogaster (Hardy, 1985)